# Порція Катона
Порція Катона (лат. Porcia Catonis; померла в 43 або 42 році до н. е.) — давньоримська матрона, дочка Марка Порція Катона Молодшого, який очолював консервативну частину сенату в роки занепаду республіки у Римі. Порція була одружена з Марком Кальпурнієм Бібулом, незмінним колегою і одним із найбільш непримиренних ворогів Гая Юлія Цезаря. Після його загибелі під час громадянської війни Порція стала дружиною свого двоюрідного брата Марка Юнія Брута, який увійшов в історію як один з убивць Цезаря. Порція знала про змову і, можливо, навіть підштовхнула чоловіка до участі в ній. Вона наклала на себе руки, проковтнувши гаряче вугілля, коли дізналася про загибель Брута при Філіппах (за іншою версією, це сталося раніше). В античній літературі Порція стала символом відваги та староримських ідеалів.

## Життєпис

### Походження та ранні роки
Порція належала до плебейського роду, представники якого займали курульні посади з перших років II століття до н. е., і була прапраонукою знаменитого Катона Цензора. Її батько, відомий після смерті як Катон Утичний, очолював найбільш консервативну частину сенату. Порція народилася від його першого шлюбу з Атилією. У неї був брат, а можливо, і сестра ; при цьому невідомо, хто з них народився раніше. Близько 63 року до н. е. Катон дав дружині розлучення через її "скандальну поведінку" (подробиці залишаються неясними), а пізніше одружився з Марцією. Остання народила від нього принаймні трьох дітей: двох синів і дочку.
Дата народження Порції невідома. Існує припущення, що це 80 або 79 рік до н. е.; в цьому випадку Порція була вже немолода, коли вдруге одружувалась (45 рік до н. е.) . Але Плутарх помістив розповідь про одруження Катона на Атилії перед описом його військової служби під час Спартакової війни . Виходячи з цих даних, перший шлюб Катона датується 73 роком до н. е., і Порція повинна була з'явитися на світ незабаром після цієї дати.
Згідно з деякими джерелами Плутарха, в 61 році до н. е. Гней Помпей Великий, який щойно повернувся зі Сходу і гостро потребував політичних союзників, попросив у Катона одну з його дочок в дружини для себе, а другу — для свого сина (за іншою версією, мова йшла не про дочок, а про племінницю Марка Порція). 
Але Катон відмовив Помпею, через що «жінки були дуже засмучені» .

### Перший шлюб
У 59 або 58 році до н. е.  Катон видав дочку в шлюб з Марком Кальпурнієм Бібулом, одним з найбільш переконаних своїх союзників, що розділив ряд магістратур з Цезарем і ненавидів свого вічного колегу . Можливо, шлюб був укладений під час передвиборної кампанії 60 року до н. е., коли Катон підтримував Бібула як кандидата в консули назло все тому ж Цезарю . В історіографії зустрічається і інші дати — 64 або навіть 66/65 рік до н. е..
Марк Кальпурній був приблизно на сім років старшим за батька своєї дружини, але в їх політичну співпрацю перебував на другорядних ролях; ймовірно, це вплинуло і на стосунки нової сім'ї: «над подружньою парою, як і раніше, панував Катон». Порція народила від Бібула принаймні двох дітей, але до 45 року до н. е. залишався вже тільки один - маленький син.
Уже коли Порція була одружена, відомий оратор Квінт Гортензій Гортал намагався умовити її батька, щоб той передав дочку йому в дружини (56 рік до н. е.). Пізніше з'ясувалося, що в дійсності Квінт Гортензій хотів одружитися з дружиною самого Катона Марцією; її він і отримав.
З самого початку війни між Цезарем і Помпеєм (49 рік до н. е.) і чоловік, і батько Порції билися на стороні останнього. Обидва вони пішли за Помпеєм на Балкани. Бібул, командуючи флотом, зазнав поразки і наклав на себе руки за допомогою голоду або помер від емоційних і фізичних поневірянь на початку 48 року до н. е., а в 46 році в Африці після битви при Тапсі загинув і батько Порції. Але її брат все ж був помилуваний Цезарем.

### Другий шлюб

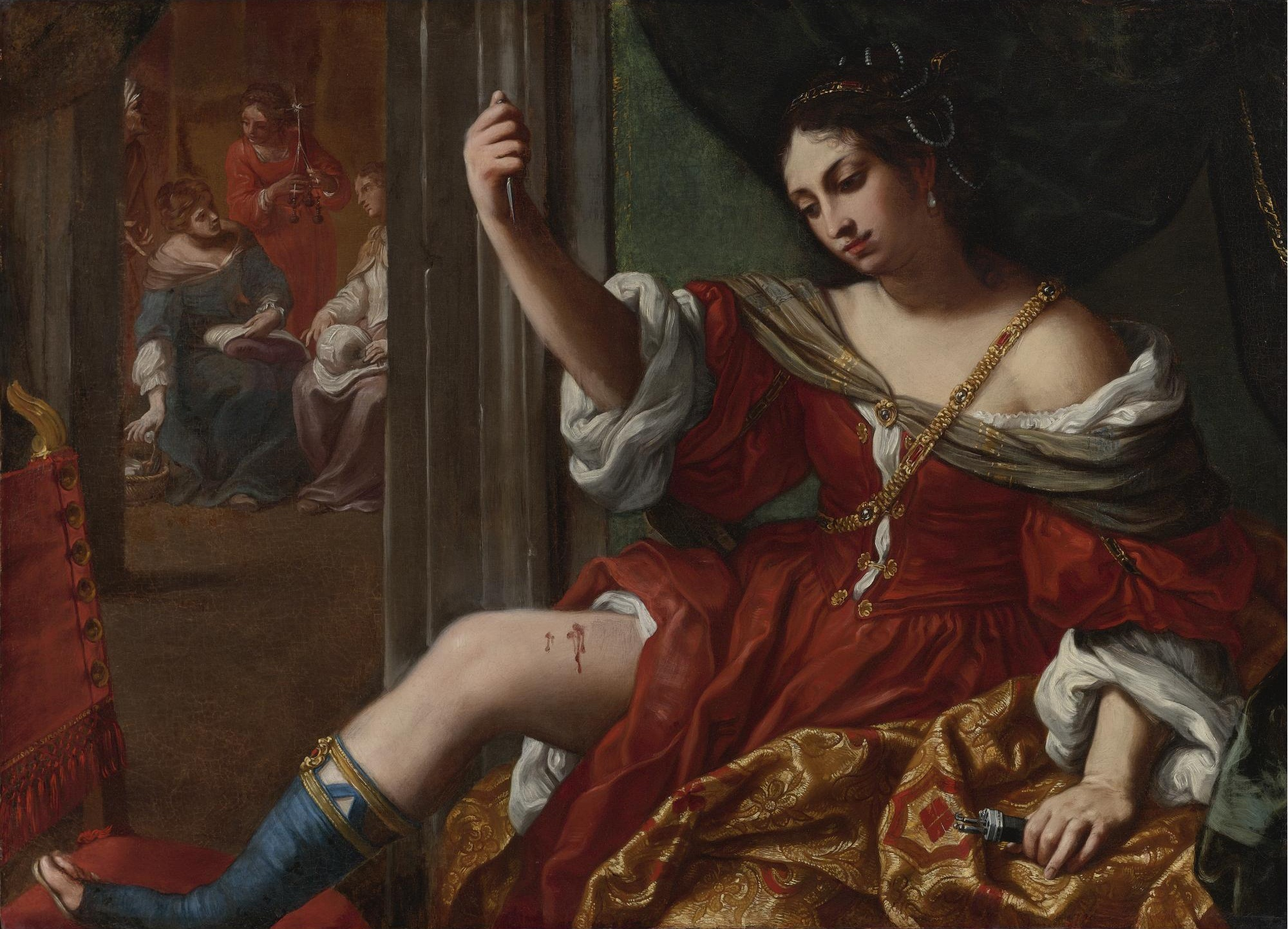
Порція наносить собі рану (художниця Елізабетта Сірані)

Після приблизно трьох років вдівства Порція стала дружиною свого двоюрідного брата Марка Юнія Брута, який пізніше увійшов в історію як убивця Цезаря. Т. Бобровникова пише, що Брут потай любив свою кузину ще за часів її першого шлюбу, але при цьому не надає посилання на джерела. З іншого боку, одруження Брута з дочкою і вдовою двох найпослідовніших і непримиренних ворогів Цезаря могло стати певного роду політичною акцією, яка зміцнила авторитет Марка Юнія.
Повернувшись до Риму після закінчення свого намісництва в Цизальпійської Галлії, Марк Юній дав розлучення своїй першій дружині Клавдії і незабаром одружився з кузиною всупереч протестам матері, єдиноутробної сестри Катона, і попри несхвалення цієї ініціативи суспільством (імовірно в другій половині 45 роки до н. е.).
Порція дуже любила чоловіка. Згідно з Плутархом, коли Брут став учасником змови проти Цезаря, вона здогадалася, що у її чоловіка з'явилися якісь турботи, про які він не хоче їй розповідати. Щоб довести Марку Юнію, що вона зможе ділити з ним цю таємницю, Порція завдала собі серйозну і болючу рану ножем в стегно. Тоді Брут їй все розповів. Проте можливо, що сама ідея вбивства диктатора виникла під впливом Порції, яка однією своєю присутністю нагадувала чоловікові «про Катона і суворий голос боргу».
У день, на який було призначено вбивство Цезаря (15 березня 44 року до н. е.), тільки Порція знала, що Брут пішов з дому, підперезавшись кинджалом. Напружене очікування звісток довело Порцію, що залишалася вдома, до нервового приступу: вона втратила свідомість, і Брута, що разом з іншими чекав приходу Цезаря в курію, повідомили, що його дружина помирає. Але він все ж не пішов додому і довів справу до кінця .
Коли Цезар був убитий, Бруту, який не отримав належної підтримки, довелося покинути Рим. Порція пішла за ним в Антій (разом з його матір'ю і сестрою). Вона була присутня на зустрічі Марка Юнія з Цицероном, на якій обговорювалися подальші плани республіканців (присутність на цій нараді жінок, включаючи Порцію, називають ознакою руйнування патріархальної римської сім'ї). Оскільки Брут вирішив вирушити на Схід, в Азію або в Македонію, Порція проводила його через Луканію до Елеї, звідки він поплив на Балкани (кінець серпня 44 року до н. е.). Порція ж повернулася до Риму. Згідно з Плутархом, вона дуже стримано поводилася перед розлукою з чоловіком (пізніше з'ясувалося, що розлучилися вони назавжди), і тільки випадково побачена картина, яка зображалось прощання Андромахи з Гектором, змусила її заплакати.

### Смерть

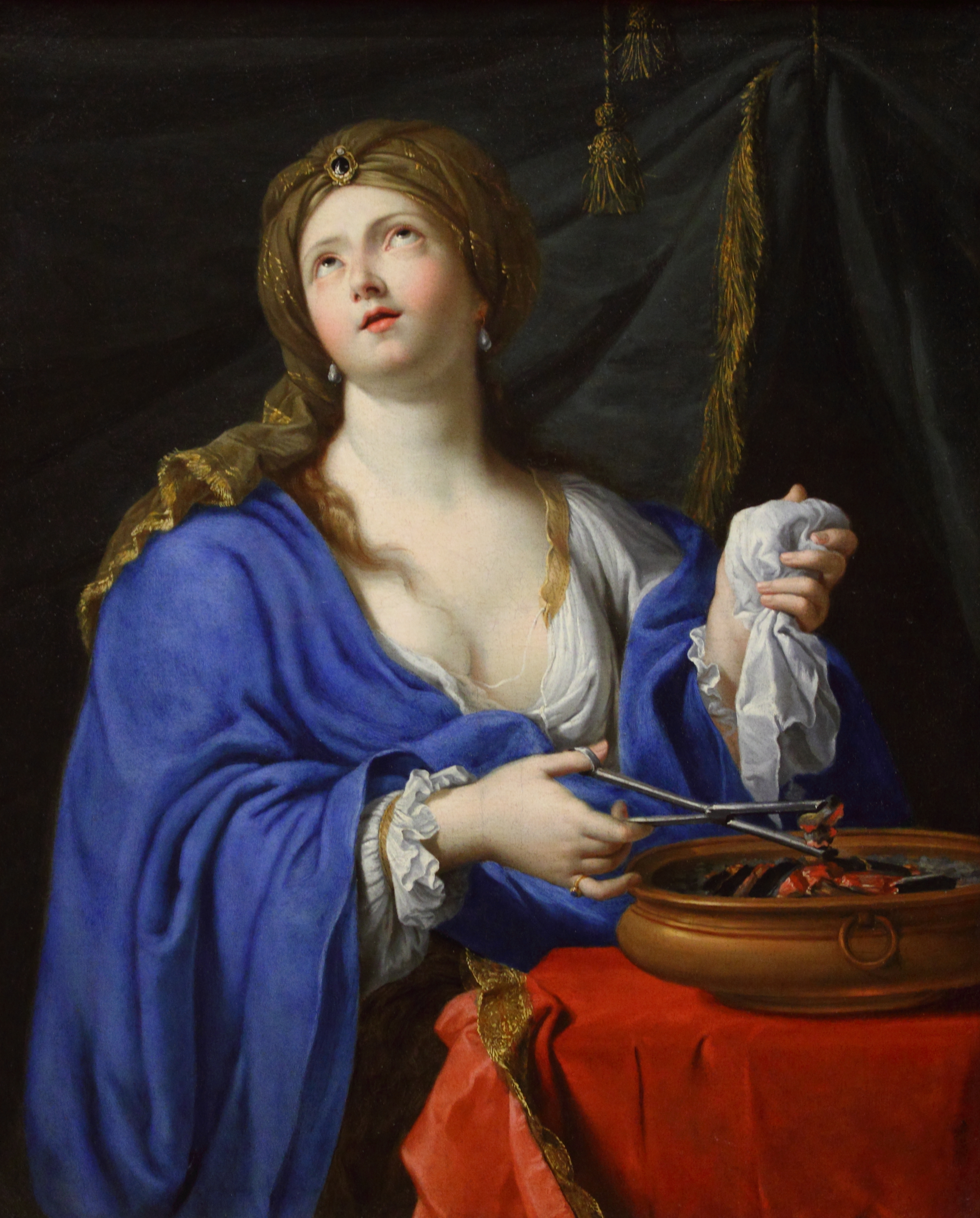
Самогубство Порції (художник - П'єр Міньяр)

Про час і обставини смерті Порції джерела повідомляють по-різному. З листа, надісланого Брутом Аттіку в середині травня 43 року до н. е., випливає, що адресата турбувало здоров'я Порції і що на це були якісь причини («Що здоров'я моєї Порції тебе турбує, не дивуюся»). Приблизно 8 червня 43 року датується лист Цицерона до Брута зі співчуттями у зв'язку з втратою того, «подібного чому не було на землі». При цьому автор листа проводить аналогію зі смертю своєї дочки. Тут може матися на увазі смерть дружини Марка Юнія.
У сучасних наукових роботах можна зустріти безапеляційні твердження про те, що Порція вчинила самогубство або померла від хвороби за життя чоловіка; причинами і в тому, і в іншому випадку називають відчай через політичну ситуацію в Італії і поразки республіканців.
За іншими даними, Порція пережила чоловіка: дізнавшись про битву при Філіппах, де Брут був остаточно розбитий і наклав на себе руки, вона, позбавлена зброї через передбачливість своїх рідних, схопила з жаровні гаряче вугілля і проковтнула його. Плутарх чув про лист Брута до друзів, де той «звинувачує їх і сумує за Порцією, яку вони, за його словами, забули і кинули, так що, захворівши, вона воліла розлучитися з життям», і спробував у біографії Брута примирити між собою обидві версії: він припустив, що філософ, який першим написав про смерть Порції після битви при Філіппах, вірно виклав всі обставини, але заплутався в хронології. Таким чином, самогубство Порції могло статися в середині 43 року до н. е.. Існує припущення, що розповідь про самогубство Порції після поразки республіканців — фальсифікація, метою якої було створити образ справжньої дочки Катона, вірній староримським ідеалам (обставини смерті Порції могли бути вигадані для проведення прямих аналогій зі смертю Катона).

### Потомки
Джерела повідомляють про двох дітей Порції від першого шлюбу. У зв'язку з подіями 45 року до н. е., коли після смерті Бібула пройшло вже кілька років, згадується тільки син, який був тоді маленьким хлопчиком, який пізніше написав «невелику книгу спогадів» про Брута. Ця книга збереглася до часів Плутарха. Деякі дослідники ототожнюють мемуариста Бібула з Луцієм Кальпурнієм Бібулом, що бився при Філіппах на стороні свого гіпотетичного вітчима . Деякі вважають, що Луцій народився від першого шлюбу Марка Кальпурнія, але це не згадується в джерелах; в цьому випадку сина Порції могли кликати Гаєм — на честь діда по батькові.
Можливо, дочкою Порції була Кальпурнія, яка близько 40 року до н. е. стала дружиною Марка Валерія Мессали Корвіна і матір'ю Марка Валерія Мессали Мессалина. Але це могла бути також дочка Бібула від першої дружини або навіть представниця сімейства Пізон.
Припущення про те, що саме Порція була матір'ю ще двох синів Бібула, загиблих в Єгипті під час намісництва їх батька в Сирії, вчені називають неправдоподібним через невідповідності в хронології.

## Образ в мистецтві
Порція вшанована в інсталяції Поверх спадщини Джуді Чикаго.
Порція — персонажка опери Франческо Бьянкі «Смерть Цезаря» (1788 рік).

### В літературі
Порція — героїня трагедії Вільяма Шекспіра «Юлій Цезар». Тут вона — одна з двох персонажок (поряд з Кальпурнією). Порція двічі з'являється на сцені, і в четвертому акті, ще до битви при Філіппах, Брут дізнається про її самогубство. У п'єсі «Венеціанський купець» Шекспір створив образ дівчини на ім'я Порція, яку один з героїв вже в першому акті порівнює з дружиною Брута.
Французький драматург XVI століття Робер Гарньє зобразив Порцію в однойменній трагедії, яка закінчується самогубством головної героїні, яка дізналася про загибель чоловіка. Англійський поет XIX століття Томас Купер згадує Порцію в своїй поемі «Чистилище самогубців». Торнтон Уайлдер зробив Порцію однією з персонажок роману «Березневі іди».
Порція з'являється в ряді історичних романів Коліна Маккалоу: в «Жінках Цезаря» вона дитина, в книзі «З волі долі» — підлітка, в «Жовтневому коні» — доросла жінка. Тут вона зображена як людина з психічним розладом. Брут напередодні битви при Філіппах отримує від своєї матері звістку, що Порція остаточно втратила розум і наклала на себе руки, проковтнувши гаряче вугілля, але підозрює, що насправді Сервілія вбила свою невістку.

### У кіно
Порція стала героїнею ряду фільмів про Юлія Цезаря:
- фільм 1950 року - Порцію грає Мері Сефтон Дарр;
- фільм 1953 року - Дебора Керр;
- фільм 1970 року - Діана Рігг;
- телефільм 1979 року - Вірджинія Маккенна;
- фільм 2002 року - Кейт Стівенсон-Пейн;
- фільм 2010 року - Марчі Адільман.

### Дослідження
1. Бобровникова Т. Цицерон. — М.: Молодая гвардия, 2006. — 532 с. — ISBN 5-235-02933-X.
2. Борухович В. Г. После мартовских ид 44 г. до н. э. (исторический очерк) // Античный мир и археология. — 1983. — Т. 5. — С. 123-154.
3. Егоров А. Юлий Цезарь. Политическая биография. — СПб.: Нестор-История, 2014. — 548 с. — ISBN 978-5-4469-0389-4.
4. Куманецкий К. История культуры Древней Греции и Рима. — М.: Высшая школа, 1990. — 351 с.
5. Холланд Р. Октавиан Август. Крёстный отец Европы. — М.: АСТ, 2010. — 348 с. — ISBN 978-5-17-068217-1.
6. Циркин Ю. Гражданские войны в Риме. Побеждённые. — СПб.: Издательство СПбГУ, 2006. — 314 с. — ISBN 5-288-03867-8.
7. Balsdon J. The Ides of March (англ.) // Historia: Zeitschrift für Alte Geschichte. — 1958. — Т. 7, № 1. — С. 80-94.
8. Billows R. Julius Caesar: The Colossus of Rome. — London, New-York, 2009. — 312 с. — ISBN 0-415-33314-8.
9. Clarke M. The Noblest Roman: Marcus Brutus and his Reputation. — New-York: Cornell University Press, 1981. — ISBN 9780801413933.
10. Gray-Fow М. The Mental Breakdown of a Roman Senator: M. Calpurnius Bibulus (англ.) // Greece & Rome. — 1990. — Т. 37, № 2. — С. 179-190.
11. Miltner F. Porcia Catonis 28 // RE. — 1953. — Bd. XXII, 1. — Kol. 216—218.
12. Osgood J. Caesar's Legacy : Civil War and the Emergence of the Roman Empire. — Cambridge: CAMBRIDGE UNIVERSITY PRESS, 2006. — 454 с. — ISBN 0521855829.
13. Syme R. M. Bibulus and Four Sons (англ.) // Harvard Studies in Classical Philology. — 1987. — Т. 91. — С. 185-198.